# Wilfred White (hokejist)
Wilfred "Tex" White, kanadski profesionalni hokejist, * 26. junij 1900, Hillsburgh, Ontario, Kanada, † 2. december 1948.
White je v ligi NHL na položaju desnega krilnega napadalca igral 7 sezon. Nastopil je za moštva Pittsburgh Pirates, New York Americans in Philadelphia Quakers.

## Kariera
White je kariero začel v ligi Ontario Hockey Association že pri 17 letih. V sezoni 1923/24 je igral za moštvo Pittsburgh Yellow Jackets v ligi United States Amateur Hockey Association. Po dveh sezonah v Pittsburghu je okrepil NHL moštvo Pittsburgh Pirates, v katerem je prebil 5 od svojih 7 sezon v ligi NHL. V sezoni 1928/29 je na 15 tekmah zaigral za New York Americanse in se nato k Piratesom vrnil že naslednjo sezono, v kateri pa je igral tudi za Can-Am moštvo New Haven Eagles.
V moštvu Piratesov je ostal tudi po selitvi v Filadelfijo in zanj zaigral pod novim imenom Philadelphia Quakers. Sezona 1930/31 je bila zanj zadnja v ligi NHL, saj je klub po koncu sezone razpadel, sam pa je že sredi sezone prestopil v IHL moštvo Pittsburgh Yellow Jackets, za katerega je igral dve sezoni. Kariero je končal leta 1932. 

## Pregled kariere
Odebeljeno - reprezentančni nastopi, glej tudi Statistika pri hokeju na ledu.
| Moštvo                    | Liga     | Sezona |    | Redni del | Redni del | Redni del | Redni del | Redni del | Redni del |   | Končnica | Končnica | Končnica | Končnica | Končnica | Končnica |
| ------------------------- | -------- | ------ | -- | --------- | --------- | --------- | --------- | --------- | --------- | - | -------- | -------- | -------- | -------- | -------- | -------- |
| Moštvo                    | Liga     | Sezona | OT | G         | P         | T         | +/-       | KM        | OT        | G | P        | T        | +/-      | KM       |          |          |
| Barrie Canoe Club         | OHA-Ml.  | 17/18  |    |           |           |           |           |           |           |   |          |          |          |          |          |          |
| Barrie Canoe Club         | OHA-Ml.  | 18/19  |    |           |           |           |           |           |           |   |          |          |          |          |          |          |
| Toronto Canoe Club        | OHA-Ml.  | 19/20  |    |           |           |           |           |           |           |   |          |          |          |          |          |          |
| Toronto Canoe Club        | M-Cup    | 19/20  |    |           |           |           |           |           |           |   | 12       | 35       | 3        | 38       |          |          |
| Dunnville Dunnies         | OHA-Int. | 20/21  |    |           |           |           |           |           |           |   |          |          |          |          |          |          |
| Dunnville Dunnies         | OHA-Int. | 21/22  |    |           |           |           |           |           |           |   |          |          |          |          |          |          |
| Dunnville Dunnies         | OHA-Int. | 22/23  |    |           |           |           |           |           |           |   |          |          |          |          |          |          |
| Pittsburgh Yellow Jackets | USAHA    | 23/24  |    | 20        | 11        | 0         | 11        |           |           |   | 13       | 1        | 1        | 2        |          |          |
| Pittsburgh Yellow Jackets | USAHA    | 24/25  |    | 39        | 7         | 0         | 7         |           |           |   | 8        | 1        | 0        | 1        |          |          |
| Pittsburgh Pirates        | NHL      | 25/26  |    | 35        | 7         | 1         | 8         |           | 22        |   |          |          |          |          |          |          |
| Pittsburgh Pirates        | NHL      | 26/27  |    | 43        | 5         | 4         | 9         |           | 21        |   |          |          |          |          |          |          |
| Pittsburgh Pirates        | NHL      | 27/28  |    | 44        | 5         | 1         | 6         |           | 54        |   | 2        | 0        | 0        | 0        |          | 2        |
| Pittsburgh Pirates        | NHL      | 28/29  |    | 30        | 3         | 4         | 7         |           | 18        |   |          |          |          |          |          |          |
| New York Americans        | NHL      | 28/29  |    | 13        | 2         | 1         | 3         |           | 8         |   | 2        | 0        | 0        | 0        |          | 2        |
| Pittsburgh Pirates        | NHL      | 29/30  |    | 29        | 8         | 1         | 9         |           | 16        |   |          |          |          |          |          |          |
| New Haven Eagles          | Can-Am   | 29/30  |    | 12        | 2         | 0         | 2         |           | 6         |   |          |          |          |          |          |          |
| Philadelphia Quakers      | NHL      | 30/31  |    | 9         | 3         | 0         | 3         |           | 2         |   |          |          |          |          |          |          |
| Pittsburgh Yellow Jackets | IHL      | 30/31  |    | 35        | 9         | 7         | 16        |           | 12        |   | 6        | 1        | 0        | 1        |          | 6        |
| Pittsburgh Yellow Jackets | IHL      | 31/32  |    | 24        | 1         | 1         | 2         |           | 22        |   |          |          |          |          |          |          |
| Skupaj                    |          |        |    | 333       | 63        | 20        | 83        |           | 181       |   | 43       | 38       | 4        | 42       |          | 10       |